# 方應祥
方應祥（1561年—1628年），字孟旋，號青峒，浙江衢州府西安縣人，明末政治人物，同進士出身。

## 生平
六月十九日生。萬曆三十四年（1606年），應天府鄉試中舉。萬曆四十四年，登三甲二百七十四名進士，吏部觀政，授南京兵部職方司主事。天啟元年，升员外郎，轉南禮部祠祭司員外郎，升精膳司郎中。天啟四年，升山東布政司右參議兼按察司僉事，提督學政。五年奉母喪歸，不久去世。著有《青來閣集》。

## 家族
曾祖方昭。祖父方車，庠生。父方文炳，庠生。